# Radio France Internationale
Radio France Internationale (RFI) este un post francez public de radio, care difuzează actualități la Paris și în toată lumea. A fost înființat în 1975 ca parte a postului Radio France pentru a face emisiuni destinate Africii francofone. Din 1986, printr-o lege votată de Parlament, postul operează separat de Radio France.
Cu cei 46 de milioane de ascultători zilnic, RFI se află pe locul 3 în lume ca audiență, în urma BBC World Service și Voice of America.
RFI emite 24 de ore din 24 în limba franceză și în alte 19 limbi (între care și româna), în FM, pe unde scurte și medii, prin cablu, pe Worldspace și pe situl www.rfi.fr. 
Programele RFI, realizate de 400 de jurnaliști și 300 de corespondenți permanenți, sunt difuzate în 125 de țări ale lumii.
Ultima grilă de programe afișate pe saitul oficial al RFI România a fost pe luna aprilie 2009.